# Estadio Max Augustín
Estadio Max Augustín – wielofunkcyjny stadion w Iquitos, w Peru. Został otwarty w 1942 roku. Obiekt może pomieścić 25 000 widzów. Swoje spotkania rozgrywa na nim drużyna Colegio Nacional Iquitos. Stadion był jedną z aren piłkarskich Mistrzostw Świata U-17 2005.